# 阿荣
阿荣（13世纪—1333年），元朝大臣，表字存初，蒙古克烈氏，中书右丞按摊之子。元文宗时中书参知政事。
阿荣幼事武宗海山充宿卫。累官湖南道宣慰副使。任内赈灾平乱，后任湖广行省左右司郎中、佥会福院事、吏部尚书。泰定年间为湖南宣慰使，改任浙东道宣慰使都元帅，因病辞官。元文宗天历元年（1328年），起为吏部尚书，参议中书省事。天历二年（1329年），拜为中书参知政事。进为奎章阁大学士，很受宠信。后来辞官回到南昌，喜欢文史赋诗数学，和虞集交游，在家中去世。

## 延伸阅读
[在维基数据编辑]
 《元史/卷143》，出自宋濂《元史》
 《新元史/卷133》，出自柯劭忞《新元史》